# Aulos (Ariège)
Aulos é uma ex-comuna francesa na região administrativa de Occitânia, no departamento de Ariège. Em 1 de janeiro de 2019, ela foi inserida no território da nova comuna de Aulos-Sinsat.